# Герб Артёмовска (Луганская область)
Эта статья — о гербе г. Артёмовск/Кипучее Луганской области. О гербе г. Бахмут (бывш. Артёмовск) есть другая статья
Герб Артёмовска — герб города Артёмовск/Кипучее Луганской области.
Утверждён 17 июня 2005 года решением сессии городского совета. Авторы — Андрей Витальевич Закорецкий и Сергей Николаевич Карташов.
Из авторского описания герба: «В серебряном опрокинутом стропиле три чёрные гранёные ювели, в верхнем зелёном поле — серебряный старый дуб с желудями, внизу — красное поле. Щит наложен на декоративный золотой картуш, увенчанный серебряной каменной городской короной. Под картушем положенные накрест серебряные кирка и кирка с золотыми переменными зубьями, увитые зеленым девизной лентой с белой и чёрной полосами вдоль краёв и белой надписью „Артёмовск“ (укр. Артемівськ)».